# Klas Balkow
Klas Balkow, född 3 december 1965 i Sandvikens församling, Gävleborgs län, är en svensk företagsledare som är koncernchef och vd för dagligvaruhandelsföretaget Axfood Aktiebolag sedan mars 2017 när han efterträdde Anders Strålman. Han har tidigare haft ledande befattningar inom B2 Bredband AB (Bredbandsbolaget), Procter & Gamble, Axel Johnsongruppen och senast för Clas Ohlson Aktiebolag.
Han är ledamot i styrelsen för Svensk Handel och har tidigare varit det för Däckia AB, Fujifilm Sverige AB (Fujifilm) och Sveriges Annonsörer.
Balkow är utbildad till gymnasieingenjör.